# Lyropteryx diadocis
Lyropteryx diadocis är en fjärilsart som beskrevs av Hans Ferdinand Emil Julius Stichel 1910. Lyropteryx diadocis ingår i släktet Lyropteryx och familjen Riodinidae. Inga underarter finns listade i Catalogue of Life.